# Fårvallning

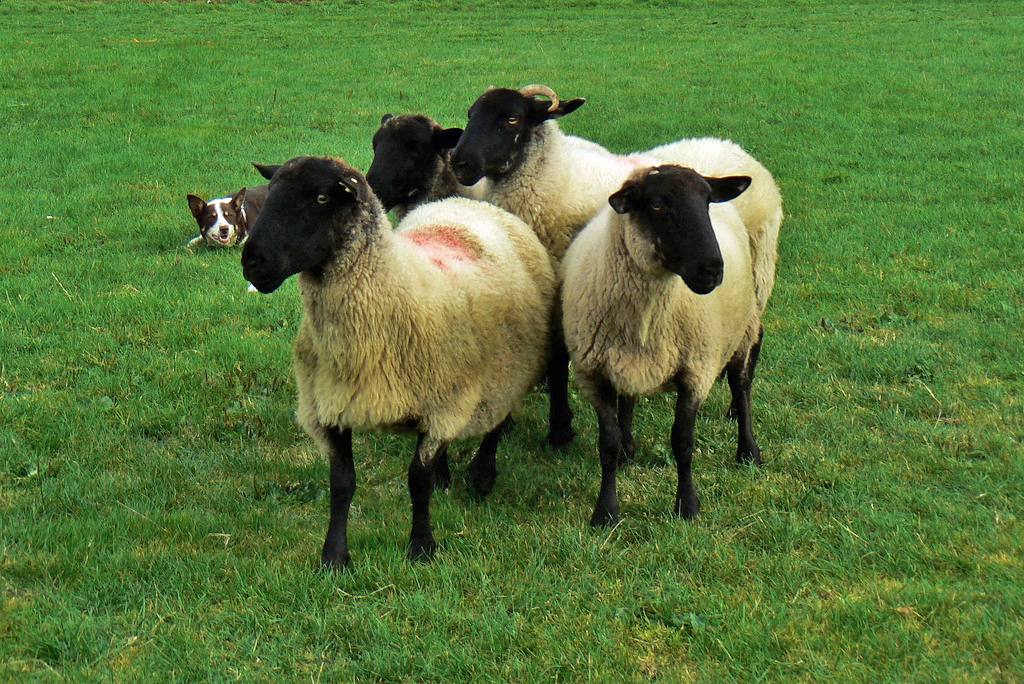
Strax till vänster om fåren skymtar en vallhund av rasen border collie.

Fårvallning innebär att en vallhund på herdens order vallar fårflocken till fållor, vallar dem under längre sträckor, eller genom grindar och förbi hinder.